# Cheers (prao)
Pour les articles homonymes, voir Cheers.
Le Cheers est un bateau de course en solitaire conforme aux règles du Royal Western Yacht Club of England de 1960 à 1972 et 2000. 
Il a été construit en 1967 sur le chantier de l'architecte naval Richard Newick à Sainte-Croix aux îles Vierges américaines.
Il appartient désormais à Vincent et Nélie Besin et son port d'attache est Port-Saint-Louis-du-Rhône.
Il est inscrit au quartier maritime de Marseille.
Le Cheers fait l’objet d’un classement au titre objet des monuments historiques depuis le 31 janvier 2001.

## Histoire
Ce bateau expérimental multicoque fut construit pour Tom Folett qui voulait concourir pour la Transat en solitaire de 1968 (Plymouth - Newport). 
Le prao traverse l'Atlantique pour rejoindre le point de départ de la Transat anglaise.
Le 1er juin, le Cheers prend le départ de la course sans avoir à redouter la concurrence d'Éric Tabarly sur le Pen Duick IV qui ne prend pas le départ faute d'avoir son bateau prêt.
Le 28 juin, il franchit la ligne d'arrivée et se classe troisième de la course en 27 jours et 13 minutes. Mais il devient le premier multicoque à remporter une place d'honneur sur une course océanique. Le Cheers rejoint Sainte-Croix le 20 juillet. Il vient d'effectuer près de 10 000 milles en Atlantique Nord en solitaire.
Le prao atlantique est ensuite confié au Musée maritime d'Exeter dans le comté de Devon en Angleterre. Il y sera oublié pendant 23 ans dans un bassin à flot.
Puis il est confié, en 1992, au tout nouveau Conservatoire de la plaisance de Bordeaux. Cette structure ne connaît pas le destin espéré et le Cheers tombe de nouveau dans l'oubli et se dégrade. 
Il est racheté, sous promesse de sauvetage, par Nélie et Vincent Besin. Le Cheers arrive à Port-Saint-Louis-du-Rhône le 20 mars 2000 son nouveau port d'attache. Il subit une énorme restauration dès 2002, après son classement en monument historique. Il a été relancé à l'eau en 2006, en présence de son concepteur Dick Newick.
Depuis, il est exclusivement réservé aux courses de démonstration et aux rassemblements de bateaux historiques. Vidéo de l'évènement ici: https://vimeo.com/110463323?share=copy

## Autres caractéristiques
Ce prao est construit en contreplaqué d'acajou, recouvert de tissu de verre enduit de résine époxy.
Il est le premier « prao atlantique » car son balancier n'est pas utilisé comme le contrepoids des praos originels mais comme un flotteur sous le vent.
Il possède un gréement de goélette. Il porte deux mâts identiques avec bômes, à section carrée et creux. Ils sont non haubanés pour permettre le pivotement des grand-voiles sur 180°. Ils portent 57 m² de voilure : 2 grand-voiles, 1 génois, 1 foc et 1 tourmentin. 
Son numéro de voile est « 41 ».